# NGC 6687
NGC 6687 is een spiraalvormig sterrenstelsel in het sterrenbeeld Draak. Het hemelobject werd op 11 juli 1883 ontdekt door de Amerikaanse astronoom Lewis A. Swift.

## Synoniemen
- UGC 11309
- MCG 10-26-46
- ZWG 301.34
- PGC 62144